# Kot Abdul Malik
Kot Abdul Malik är en stad i distriktet Sheikhupura i den pakistanska provinsen Punjab. Folkmängden uppgick till cirka 140 000 invånare vid folkräkningen 2017.